# Wu Weiye
Wu Weiye ou Wou Wei-ye ou Wu Wei-Yeh', surnom: Jungong, nom de pinceau: Meicun est un peintre et poète chinois du XVIIe siècle, originaire de Taicang (ville de la province du Jiangsu en Chine). Né en 1609, il meurt en 1671.

## Biographie
Poète célèbre, Wu Weiye est un peintre de paysages. Il est l'auteur d'un poème descriptif, intitulé Les neuf amis de la peinture, qui se réfère à Dong Qichang, Li Liufang (1575-1629), Yang Wencong, Cheng Jiasui (1565-1643), Zhang Xuezeng (actif 1630-1660), Bian Wenyu (actif 1620-1670), Shao Mi (actif 1620-1660), Wang Shimin et Wang Jian.

## Musées
- Paris Mus. Guimet:
  - Studio dans les grands arbres au pied d'une montagne, colophon du peintre.
- Pékin (Mus. du Palais):
  - Jours d'été dans les montagnes.
- Taipei (Nat. Palace Mus.):
  - Paysage de rivière, signée et datée 1658, feuille d'album.